# Llista de municipis d'Osca

Llista dels municipis de la província d'Osca amb les seves dades bàsiques.
Informació actualitzada per un bot. Els canvis manuals es perdran quan s'actualitzi!
| Escut | Municipi                    | Població | Superfície km² | Densitat | Altitud | Codi postal                                      | Codi territorial | Dades a Wikidata              |
| ----- | --------------------------- | -------- | -------------- | -------- | ------- | ------------------------------------------------ | ---------------- | ----------------------------- |
|       | A Buerda                    | 173      | 17,8           | 9,69     | 569     | 22360                                            | 22133            | Modifica les dades a Wikidata |
|       | Abiego                      | 264      | 38,2           | 6,91     | 539     | 22143                                            | 22001            | Modifica les dades a Wikidata |
|       | Abizanda                    | 163      | 44,8           | 3,64     | 636     | 22392                                            | 22002            | Modifica les dades a Wikidata |
|       | Agüero                      | 140      | 94,2           | 1,49     | 696     | 22808                                            | 22004            | Modifica les dades a Wikidata |
|       | Albalat de Cinca            | 1.142    | 44,2           | 25,82    | 188     | 22534                                            | 22007            | Modifica les dades a Wikidata |
|       | Albalatillo                 | 211      | 9,1            | 23,06    | 259     | 22220                                            | 22008            | Modifica les dades a Wikidata |
|       | Albelda                     | 709      | 51,9           | 13,66    | 361     | 22558                                            | 22009            | Modifica les dades a Wikidata |
|       | Albero Alto                 | 128      | 19,3           | 6,64     | 442     | 22112                                            | 22011            | Modifica les dades a Wikidata |
|       | Albero Bajo                 | 111      | 22,2           | 5        | 411     | 22                                               | 22012            | Modifica les dades a Wikidata |
|       | Alberuela de Tubo           | 283      | 20,8           | 13,61    | 352     | 22212                                            | 22013            | Modifica les dades a Wikidata |
|       | Alcalá d'o Bispe            | 372      | 47,8           | 7,77     | 517     | 22135                                            | 22015            | Modifica les dades a Wikidata |
|       | Alcalá de Gurrea            | 272      | 71,4           | 3,81     | 461     | 22282                                            | 22014            | Modifica les dades a Wikidata |
|       | Alcolea de Cinca            | 1.109    | 83,2           | 13,32    | 186     | 22410                                            | 22017            | Modifica les dades a Wikidata |
|       | Alcubierre                  | 400      | 115,3          | 3,47     | 466     | 22251                                            | 22018            | Modifica les dades a Wikidata |
|       | Alerre                      | 225      | 8,9            | 25,16    | 505     | 22194                                            | 22019            | Modifica les dades a Wikidata |
|       | Alfántega                   | 129      | 8,8            | 14,72    | 240     | 22416                                            | 22020            | Modifica les dades a Wikidata |
|       | Almudébar                   | 2.437    | 201,5          | 12,1     | 456     | 22270                                            | 22021            | Modifica les dades a Wikidata |
|       | Almuniente                  | 444      | 37,6           | 11,82    | 337     | 22255                                            | 22023            | Modifica les dades a Wikidata |
|       | Alquèssar                   | 338      | 32,4           | 10,45    | 660     | 22145                                            | 22024            | Modifica les dades a Wikidata |
|       | Angüés                      | 364      | 56,5           | 6,44     | 543     | 22123                                            | 22027            | Modifica les dades a Wikidata |
|       | Ansó                        | 413      | 201,5          | 2,05     | 860     | 22728                                            | 22028            | Modifica les dades a Wikidata |
|       | Antillón                    | 126      | 22,4           | 5,62     | 513     | 22133                                            | 22029            | Modifica les dades a Wikidata |
|       | Aragüés del Port            | 114      | 64,4           | 1,77     | 970     | 22730                                            | 22032            | Modifica les dades a Wikidata |
|       | Areny de Noguera            | 306      | 119            | 2,57     | 709     | 22583                                            | 22035            | Modifica les dades a Wikidata |
|       | Argavieso                   | 112      | 9,7            | 11,53    | 481     | 22135                                            | 22036            | Modifica les dades a Wikidata |
|       | Arguis                      | 165      | 62,8           | 2,63     | 1.044   | 22150                                            | 22037            | Modifica les dades a Wikidata |
|       | Avosca                      | 207      | 52,5           | 3,95     | 616     | 22147                                            | 22003            | Modifica les dades a Wikidata |
|       | Ayerbe                      | 1.066    | 63,9           | 16,68    | 582     | 22800                                            | 22039            | Modifica les dades a Wikidata |
|       | Azara                       | 164      | 14,5           | 11,32    | 429     | 22311                                            | 22041            | Modifica les dades a Wikidata |
|       | Azlor                       | 157      | 15,9           | 9,88     | 496     | 22311                                            | 22042            | Modifica les dades a Wikidata |
|       | Aísa                        | 313      | 81             | 3,87     | 1.043   | 22860                                            | 22006            | Modifica les dades a Wikidata |
|       | Baells                      | 90       | 39,8           | 2,26     | 610     | 22569                                            | 22043            | Modifica les dades a Wikidata |
|       | Bailo                       | 263      | 164,4          | 1,6      | 714     | 22760                                            | 22044            | Modifica les dades a Wikidata |
|       | Banastás                    | 328      | 4,7            | 70,46    | 532     | 22194                                            | 22047            | Modifica les dades a Wikidata |
|       | Barbastre                   | 17.558   | 107,6          | 163,18   | 341     | 22300                                            | 22048            | Modifica les dades a Wikidata |
|       | Barbués                     | 90       | 19,6           | 4,59     | 361     | 22255                                            | 22049            | Modifica les dades a Wikidata |
|       | Barbuñales                  | 95       | 18,7           | 5,07     | 468     | 22132                                            | 22050            | Modifica les dades a Wikidata |
|       | Bellver de Cinca            | 1.270    | 82,6           | 15,37    | 196     | 22533                                            | 22052            | Modifica les dades a Wikidata |
|       | Benasc                      | 2.362    | 233,2          | 10,13    | 1.138   | 22440                                            | 22054            | Modifica les dades a Wikidata |
|       | Benavarri                   | 1.137    | 157,1          | 7,24     | 792     | 22580                                            | 22053            | Modifica les dades a Wikidata |
|       | Beranui                     | 69       | 63,8           | 1,08     | 1.160   | 22485                                            | 22246            | Modifica les dades a Wikidata |
|       | Berbegal                    | 325      | 49             | 6,63     | 512     | 22131                                            | 22055            | Modifica les dades a Wikidata |
|       | Bielsa                      | 487      | 202,4          | 2,41     | 1.053   | 22350                                            | 22057            | Modifica les dades a Wikidata |
|       | Bierge                      | 243      | 145            | 1,68     | 600     | 22144                                            | 22058            | Modifica les dades a Wikidata |
|       | Biescas                     | 1.609    | 189,1          | 8,51     | 860     | 22630                                            | 22059            | Modifica les dades a Wikidata |
|       | Binacet                     | 1.601    | 78,5           | 20,4     | 279     | 22510                                            | 22060            | Modifica les dades a Wikidata |
|       | Binèfar                     | 10.118   | 25,1           | 403,18   | 286     | 22500                                            | 22061            | Modifica les dades a Wikidata |
|       | Biscarrués                  | 187      | 30,2           | 6,2      | 472     | 22807                                            | 22063            | Modifica les dades a Wikidata |
|       | Bissaürri                   | 179      | 63,2           | 2,83     | 1.108   | 22470                                            | 22062            | Modifica les dades a Wikidata |
|       | Bizién                      | 137      | 13,8           | 9,96     | 394     | 22190                                            | 22248            | Modifica les dades a Wikidata |
|       | Blecua y Torres             | 172      | 36,2           | 4,75     | 465     | 22133                                            | 22064            | Modifica les dades a Wikidata |
|       | Boltanya                    | 1.102    | 139,5          | 7,9      | 643     | 22340                                            | 22066            | Modifica les dades a Wikidata |
|       | Bonansa                     | 86       | 37,3           | 2,31     | 1.256   | 22486                                            | 22067            | Modifica les dades a Wikidata |
|       | Borau                       | 85       | 41,7           | 2,04     | 1.008   | 22860                                            | 22068            | Modifica les dades a Wikidata |
|       | Broto                       | 608      | 128            | 4,75     | 905     | 22370                                            | 22069            | Modifica les dades a Wikidata |
|       | Bárcabo                     | 122      | 87,9           | 1,39     | 713     | 22148                                            | 22051            | Modifica les dades a Wikidata |
|       | Caldearenas                 | 237      | 192,3          | 1,23     | 650     | 22624                                            | 22072            | Modifica les dades a Wikidata |
|       | Campo                       | 483      | 22,9           | 21,13    | 691     | 22450                                            | 22074            | Modifica les dades a Wikidata |
|       | Camporrells                 | 158      | 26,7           | 5,92     | 665     | 22570                                            | 22075            | Modifica les dades a Wikidata |
|       | Canal de Berdún             | 330      | 133,3          | 2,48     | 688     | 22770                                            | 22076            | Modifica les dades a Wikidata |
|       | Candasnos                   | 422      | 122,4          | 3,45     | 283     | 22591                                            | 22077            | Modifica les dades a Wikidata |
|       | Canfranc                    | 612      | 71,6           | 8,55     | 1.040   | 22880                                            | 22078            | Modifica les dades a Wikidata |
|       | Capdesaso                   | 201      | 17,7           | 11,35    | 313     | 22...                                            | 22079            | Modifica les dades a Wikidata |
|       | Capella                     | 351      | 60,7           | 5,78     | 526     | 22480                                            | 22080            | Modifica les dades a Wikidata |
|       | Casbas de Huesca            | 292      | 132,7          | 2,2      | 560     | 22142                                            | 22081            | Modifica les dades a Wikidata |
|       | Castejón de Monegros        | 468      | 165,3          | 2,83     | 466     | 22222                                            | 22083            | Modifica les dades a Wikidata |
|       | Castejón del Puente         | 334      | 25,4           | 13,13    | 382     | 22310                                            | 22082            | Modifica les dades a Wikidata |
|       | Castelflorite               | 103      | 34,8           | 2,96     | 310     | 22...                                            | 22085            | Modifica les dades a Wikidata |
|       | Castellonroi                | 322      | 37,6           | 8,57     | 442     | 22572                                            | 22089            | Modifica les dades a Wikidata |
|       | Castiello de Jaca           | 265      | 17,3           | 15,31    | 921     | 22710                                            | 22086            | Modifica les dades a Wikidata |
|       | Castigaleu                  | 87       | 26,5           | 3,28     | 836     | 22587                                            | 22087            | Modifica les dades a Wikidata |
|       | Castillazuelo               | 166      | 15,3           | 10,83    | 368     | 22313                                            | 22088            | Modifica les dades a Wikidata |
|       | Castilló de Sos             | 868      | 31,6           | 27,51    | 904     | 22466                                            | 22084            | Modifica les dades a Wikidata |
|       | Chimillas                   | 410      | 10             | 40,83    | 520     | 22194                                            | 22096            | Modifica les dades a Wikidata |
|       | Chistén                     | 116      | 75,9           | 1,53     | 1.378   | 22367                                            | 22114            | Modifica les dades a Wikidata |
|       | Colungo                     | 132      | 40,6           | 3,25     | 609     | 22148                                            | 22090            | Modifica les dades a Wikidata |
|       | Esplucs                     | 664      | 73             | 9,1      | 281     | 22535                                            | 22099            | Modifica les dades a Wikidata |
|       | Estada                      | 214      | 15,9           | 13,48    | 382     | 22424                                            | 22102            | Modifica les dades a Wikidata |
|       | Estadella                   | 822      | 50,4           | 16,31    | 450     | 22423                                            | 22103            | Modifica les dades a Wikidata |
|       | Estopanyà                   | 136      | 88,7           | 1,53     | 753     | 22589                                            | 22105            | Modifica les dades a Wikidata |
|       | Fago                        | 25       | 50,4           | 0,5      | 888     | 22729                                            | 22106            | Modifica les dades a Wikidata |
|       | Fanlo                       | 118      | 187,1          | 0,63     | 1.320   | 22375                                            | 22107            | Modifica les dades a Wikidata |
|       | Fiscal                      | 379      | 170,1          | 2,23     | 768     | 22373                                            | 22109            | Modifica les dades a Wikidata |
|       | Fonts                       | 893      | 51,9           | 17,22    | 471     | 22422                                            | 22110            | Modifica les dades a Wikidata |
|       | Fraga                       | 15.390   | 437,6          | 35,17    | 118     | 22520                                            | 22112            | Modifica les dades a Wikidata |
|       | Gia                         | 94       | 26,1           | 3,6      | 1.162   | 22465                                            | 22095            | Modifica les dades a Wikidata |
|       | Graus                       | 3.380    | 299,8          | 11,27    | 542     | 22430                                            | 22117            | Modifica les dades a Wikidata |
|       | Grañén                      | 1.696    | 124            | 13,68    | 332     | 22260                                            | 22116            | Modifica les dades a Wikidata |
|       | Gurrea de Gállego           | 1.427    | 192            | 7,43     | 341     | 22280                                            | 22119            | Modifica les dades a Wikidata |
|       | Hoz de Jaca                 | 77       | 12,5           | 6,18     | 1.272   | 22662                                            | 22122            | Modifica les dades a Wikidata |
|       | Hoz y Costean               | 231      | 57,5           | 4,02     | 504     | 22312                                            | 22908            | Modifica les dades a Wikidata |
|       | Huerto                      | 226      | 86,7           | 2,61     | 370     | 22210                                            | 22124            | Modifica les dades a Wikidata |
|       | Ibieca                      | 104      | 14,9           | 6,96     | 640     | 22122                                            | 22126            | Modifica les dades a Wikidata |
|       | Igriés                      | 737      | 19,2           | 38,45    | 599     | 22193                                            | 22127            | Modifica les dades a Wikidata |
|       | Ilche                       | 185      | 63,7           | 2,9      | 320     | 22415                                            | 22128            | Modifica les dades a Wikidata |
|       | Isàvena                     | 237      | 118,5          | 2        | 751     | 22482                                            | 22129            | Modifica les dades a Wikidata |
|       | Jaca                        | 13.883   | 412,2          | 33,68    | 820     | 22700                                            | 22130            | Modifica les dades a Wikidata |
|       | Jasa                        | 94       | 8,9            | 10,56    | 944     | 22731                                            | 22131            | Modifica les dades a Wikidata |
|       | L'Almúnia de Sant Joan      | 708      | 35,7           | 19,86    | 349     | 22420                                            | 22022            | Modifica les dades a Wikidata |
|       | La Fova                     | 597      | 218,8          | 2,73     | 630     | 22336                                            | 22113            | Modifica les dades a Wikidata |
|       | La Pobla de Castre          | 427      | 29,4           | 14,53    | 649     | 22435                                            | 22187            | Modifica les dades a Wikidata |
|       | La Sotonera                 | 903      | 165,5          | 5,45     | 509     | 22161 22162 22810 22160                          | 22904            | Modifica les dades a Wikidata |
|       | La Vall de Bardaixí         | 55       | 45,5           | 1,21     | 873     | 22451                                            | 22243            | Modifica les dades a Wikidata |
|       | Laluenga                    | 207      | 36,5           | 5,68     | 479     | 22125                                            | 22135            | Modifica les dades a Wikidata |
|       | Lalueza                     | 868      | 88,2           | 9,84     | 285     | 22214                                            | 22136            | Modifica les dades a Wikidata |
|       | Lanaja                      | 1.141    | 183,7          | 6,21     | 369     | 22...                                            | 22137            | Modifica les dades a Wikidata |
|       | Laperdiguera                | 88       | 11,3           | 7,78     | 462     | 22126                                            | 22139            | Modifica les dades a Wikidata |
|       | Las Peñas de Riglos         | 268      | 217,9          | 1,23     | 678     | 22...                                            | 22173            | Modifica les dades a Wikidata |
|       | Lascellas-Ponzano           | 139      | 27,3           | 5,09     | 486     | 22124                                            | 22141            | Modifica les dades a Wikidata |
|       | Laspuña                     | 278      | 45,3           | 6,14     | 725     | 22361                                            | 22144            | Modifica les dades a Wikidata |
|       | Lasquarri                   | 135      | 31,9           | 4,24     | 647     | 22586                                            | 22142            | Modifica les dades a Wikidata |
|       | Lo Grau                     | 386      | 63,8           | 6,05     | 467     | 22390                                            | 22115            | Modifica les dades a Wikidata |
|       | Loarre                      | 351      | 74,4           | 4,72     | 773     | 22809                                            | 22149            | Modifica les dades a Wikidata |
|       | Loporzano                   | 557      | 169,3          | 3,29     | 581     | 22192                                            | 22150            | Modifica les dades a Wikidata |
|       | Lupiñén-Ortilla             | 349      | 110,1          | 3,17     | 469     | 22811                                            | 22905            | Modifica les dades a Wikidata |
|       | Monesma de Benavarri        |          |                |          |         |                                                  | 22155000200      | Modifica les dades a Wikidata |
|       | Monesma i Queixigar         | 69       | 62,6           | 1,1      | 1.025   | 22587                                            | 22155            | Modifica les dades a Wikidata |
|       | Monflorite-Lascasas         | 490      | 29,2           | 16,8     | 436     | 22...                                            | 22156            | Modifica les dades a Wikidata |
|       | Montanui                    | 227      | 174,2          | 1,3      | 1.205   | 22487                                            | 22157            | Modifica les dades a Wikidata |
|       | Montsó                      | 18.152   | 155            | 117,09   | 273     | 22400                                            | 22158            | Modifica les dades a Wikidata |
|       | Muro de Roda (municipality) |          |                |          |         |                                                  | 22598            | Modifica les dades a Wikidata |
|       | Naval                       | 273      | 47,3           | 5,77     | 631     | 22320                                            | 22160            | Modifica les dades a Wikidata |
|       | Novales                     | 165      | 20,1           | 8,22     | 464     | 22113                                            | 22162            | Modifica les dades a Wikidata |
|       | Nueno                       | 568      | 147,2          | 3,86     | 730     | 22193                                            | 22163            | Modifica les dades a Wikidata |
|       | O Pueyo d'Araguás           | 171      | 61,8           | 2,77     | 701     | 22338                                            | 22190            | Modifica les dades a Wikidata |
|       | Olvena                      | 65       | 15,9           | 4,09     | 522     | 22425                                            | 22164            | Modifica les dades a Wikidata |
|       | Ontinyena                   | 513      | 137            | 3,75     | 215     | 22232                                            | 22165            | Modifica les dades a Wikidata |
|       | Os Corrals                  | 104      | 40,2           | 2,58     | 620     | 22809                                            | 22151            | Modifica les dades a Wikidata |
|       | Osca                        | 54.704   | 161            | 339,69   | 488     | 22001–22006                                      | 22125            | Modifica les dades a Wikidata |
|       | Ossó de Cinca               | 652      | 27,7           | 23,58    | 164     | 22532                                            | 22167            | Modifica les dades a Wikidata |
|       | Palo                        | 33       | 14,4           | 2,29     | 739     | 22337                                            | 22168            | Modifica les dades a Wikidata |
|       | Panticosa                   | 909      | 95,9           | 9,48     | 1.184   | 22661                                            | 22170            | Modifica les dades a Wikidata |
|       | Penyalba                    | 695      | 156,7          | 4,44     | 254     | 22592                                            | 22172            | Modifica les dades a Wikidata |
|       | Peralta de Alcofea          | 587      | 116,1          | 5,05     | 402     | 22210                                            | 22174            | Modifica les dades a Wikidata |
|       | Peralta i Calassanç         | 215      | 114,9          | 1,87     | 523     | 22513                                            | 22175            | Modifica les dades a Wikidata |
|       | Peraltilla                  | 215      | 16,2           | 13,27    | 248     | 22311                                            | 22176            | Modifica les dades a Wikidata |
|       | Perarrua                    | 112      | 30,1           | 3,73     | 517     | 22460                                            | 22177            | Modifica les dades a Wikidata |
|       | Pertusa                     | 136      | 29,4           | 4,63     | 375     | 22132                                            | 22178            | Modifica les dades a Wikidata |
|       | Piracés                     | 95       | 25,2           | 3,78     | 453     | 22...                                            | 22181            | Modifica les dades a Wikidata |
|       | Plan                        | 279      | 87,4           | 3,19     | 1.119   | 22367                                            | 22182            | Modifica les dades a Wikidata |
|       | Poleñino                    | 205      | 33             | 6,21     | 290     | 22216                                            | 22184            | Modifica les dades a Wikidata |
|       | Pozán de Vero               | 235      | 14,8           | 15,93    | 408     | 22313                                            | 22186            | Modifica les dades a Wikidata |
|       | Puente la Reina de Jaca     | 264      | 48,1           | 5,49     | 707     | 22753                                            | 22902            | Modifica les dades a Wikidata |
|       | Puidemoros                  | 323      | 9,3            | 34,75    | 246     | 22416                                            | 22193            | Modifica les dades a Wikidata |
|       | Puértolas                   | 224      | 99,9           | 2,24     | 1.160   | 22362                                            | 22189            | Modifica les dades a Wikidata |
|       | Quicena                     | 346      | 9,7            | 35,78    | 476     | 22191                                            | 22195            | Modifica les dades a Wikidata |
|       | Robres                      | 531      | 64,2           | 8,27     | 400     | 22252                                            | 22197            | Modifica les dades a Wikidata |
|       | Saidí                       | 1.785    | 92,6           | 19,29    | 155     | 22530                                            | 22254            | Modifica les dades a Wikidata |
|       | Salas Altas                 | 296      | 20,7           | 14,28    | 513     | 22314                                            | 22201            | Modifica les dades a Wikidata |
|       | Salas Bajas                 | 180      | 12,9           | 13,92    | 460     | 22314                                            | 22202            | Modifica les dades a Wikidata |
|       | Salillas                    | 101      | 28,3           | 3,56     | 420     | 22110                                            | 22203            | Modifica les dades a Wikidata |
|       | Sallent de Gállego          | 1.516    | 162,1          | 9,35     | 1.305   | 22640                                            | 22204            | Modifica les dades a Wikidata |
|       | Samianigo                   | 9.592    | 586,8          | 16,35    | 780     | 22600                                            | 22199            | Modifica les dades a Wikidata |
|       | San Chuan de Plan           | 151      | 55,5           | 2,72     | 1.122   | 22367                                            | 22207            | Modifica les dades a Wikidata |
|       | Sangarrén                   | 221      | 32,2           | 6,86     | 379     | 22100                                            | 22206            | Modifica les dades a Wikidata |
|       | Sant Esteve de Llitera      | 641      | 71,9           | 8,92     | 420     | 22512                                            | 22205            | Modifica les dades a Wikidata |
|       | Sant Miquel del Cinca       | 784      | 106,5          | 7,36     | 225     | 22413                                            | 22903            | Modifica les dades a Wikidata |
|       | Santa Cilia                 | 244      | 28,1           | 8,69     | 649     | 22791                                            | 22208            | Modifica les dades a Wikidata |
|       | Santa Creu de la Serós      | 188      | 27             | 6,97     | 788     | 22792                                            | 22209            | Modifica les dades a Wikidata |
|       | Santa Llestra i Sant Quilis | 83       | 23,3           | 3,56     | 561     | 22461                                            | 22212            | Modifica les dades a Wikidata |
|       | Santa María de Dulcis       | 209      | 27,2           | 7,7      | 437     | 22313 (Huerta de Vero) 22146 (Buera)             | 22906            | Modifica les dades a Wikidata |
|       | Sanui i Alins               | 183      | 51,2           | 3,58     | 454     | 22421                                            | 22040            | Modifica les dades a Wikidata |
|       | Sarinyena                   | 4.135    | 275,6          | 15,01    | 281     | 22200                                            | 22213            | Modifica les dades a Wikidata |
|       | Saünc                       | 319      | 73,4           | 4,35     | 1.135   | 22468                                            | 22200            | Modifica les dades a Wikidata |
|       | Secastella                  | 149      | 47,4           | 3,14     | 612     | 22439 (Secastilla y Ubiergo) 22391 (Torreciudad) | 22214            | Modifica les dades a Wikidata |
|       | Seira                       | 146      | 69,4           | 2,1      | 810     | 22463                                            | 22215            | Modifica les dades a Wikidata |
|       | Sena                        | 476      | 104,7          | 4,55     | 221     | 22230                                            | 22217            | Modifica les dades a Wikidata |
|       | Senés de Alcubierre         | 52       | 20,5           | 2,53     | 390     | 22253                                            | 22218            | Modifica les dades a Wikidata |
|       | Sesa                        | 162      | 30,8           | 5,25     | 437     | 22110                                            | 22220            | Modifica les dades a Wikidata |
|       | Sessué                      | 116      | 5              | 23,2     | 1.050   | 22467                                            | 22221            | Modifica les dades a Wikidata |
|       | Siétamo                     | 681      | 49             | 13,9     | 559     | 22120                                            | 22222            | Modifica les dades a Wikidata |
|       | Sopeira                     | 84       | 44,1           | 1,91     | 704     | 22583                                            | 22223            | Modifica les dades a Wikidata |
|       | Tamarit de Llitera          | 3.429    | 110,6          | 31,01    | 360     | 22550                                            | 22225            | Modifica les dades a Wikidata |
|       | Tardienta                   | 937      | 90,6           | 10,34    | 389     | 22240                                            | 22226            | Modifica les dades a Wikidata |
|       | Tella-Sin                   | 217      | 89,5           | 2,42     | 1.384   | 22364                                            | 22227            | Modifica les dades a Wikidata |
|       | Tierz                       | 825      | 6,5            | 126,15   | 467     | 22192                                            | 22228            | Modifica les dades a Wikidata |
|       | Tolba                       | 132      | 59             | 2,24     | 696     | 22585                                            | 22229            | Modifica les dades a Wikidata |
|       | Tor-la-ribera               | 100      | 32,1           | 3,12     | 1.085   | 22483                                            | 22233            | Modifica les dades a Wikidata |
|       | Torla-Ordesa                | 335      | 185,2          | 1,81     | 1.032   | 22376                                            | 22230            | Modifica les dades a Wikidata |
|       | Torralba de Aragón          | 107      | 40,4           | 2,65     | 380     | 22254                                            | 22232            | Modifica les dades a Wikidata |
|       | Torrent de Cinca            | 1.148    | 56,8           | 20,21    | 109     | 22590                                            | 22234            | Modifica les dades a Wikidata |
|       | Torres de Alcanadre         | 92       | 17,6           | 5,22     | 340     | 22132                                            | 22235            | Modifica les dades a Wikidata |
|       | Torres de Barbués           | 270      | 13,9           | 19,37    | 345     | 22255                                            | 22236            | Modifica les dades a Wikidata |
|       | Tramaced                    | 106      | 15,4           | 6,87     | 418     | 22268                                            | 22239            | Modifica les dades a Wikidata |
|       | Valfarta                    | 54       | 33,2           | 1,63     | 372     | 22223                                            | 22242            | Modifica les dades a Wikidata |
|       | Valldellou                  | 82       | 30,4           | 2,7      | 460     | 22571                                            | 22045            | Modifica les dades a Wikidata |
|       | Valle de Echo               | 798      | 234,4          | 3,4      | 800     | 22720                                            | 22901            | Modifica les dades a Wikidata |
|       | Vallobar                    | 864      | 127,7          | 6,76     | 154     | 22234                                            | 22046            | Modifica les dades a Wikidata |
|       | Vensilló                    | 393      | 10,4           | 37,9     | 210     | 22549                                            | 22909            | Modifica les dades a Wikidata |
|       | Viacamp i Lliterà           | 41       | 107,7          | 0,38     | 602     | 22585                                            | 22247            | Modifica les dades a Wikidata |
|       | Vilanova d'Éssera           | 170      | 7              | 24,12    | 982     | 22467                                            | 22249            | Modifica les dades a Wikidata |
|       | Vilanova de Sixena          | 345      | 146,4          | 2,36     | 230     | 22231                                            | 22251            | Modifica les dades a Wikidata |
|       | Vilella de Cinca            | 507      | 16,5           | 30,65    | 126     | 22528                                            | 22245            | Modifica les dades a Wikidata |
|       | Villanúa                    | 571      | 58,2           | 9,81     | 953     | 22870                                            | 22250            | Modifica les dades a Wikidata |
|       | Xalamera                    | 131      | 11,5           | 11,39    | 195     | 22233                                            | 22094            | Modifica les dades a Wikidata |
|       | Yebra de Basa               | 160      | 90,9           | 1,76     | 884     | 22610                                            | 22252            | Modifica les dades a Wikidata |
|       | Yésero                      | 62       | 30,2           | 2,05     | 1.132   | 22639                                            | 22253            | Modifica les dades a Wikidata |
|       | el Campell                  | 639      | 58             | 11,02    | 499     | 22560                                            | 22016            | Modifica les dades a Wikidata |
|       | el Pont de Montanyana       | 95       | 48,6           | 1,96     | 528     | 22584                                            | 22188            | Modifica les dades a Wikidata |
|       | el Torricó                  | 1.472    | 32,4           | 45,42    | 265     | 22540                                            | 22025            | Modifica les dades a Wikidata |
|       | l'Aïnsa-Sobrarb             | 2.317    | 284,8          | 8,14     | 569     | 22330                                            | 22907            | Modifica les dades a Wikidata |
|       | la Foradada del Toscar      | 169      | 106,2          | 1,59     | 980     | 22452                                            | 22111            | Modifica les dades a Wikidata |
|       | la Vall de Lierp            | 58       | 32,8           | 1,77     | 1.012   | 22451                                            | 22244            | Modifica les dades a Wikidata |
|       | les Paüls                   | 251      | 81,7           | 3,07     | 1.431   | 22471                                            | 22143            | Modifica les dades a Wikidata |